# Réaction de Niementowski
La réaction de Niementowski est une réaction chimique de l'acide anthranilique avec des amides,. Elle a été mise au point par le chimiste polonais Stefan Niementowski.

## Utilisation
La réaction de Niementowski peut être utilisée pour la création du récepteur de l'EGF, de la substitution nucléophile aromatique et pour la fabrication des médicaments.